# Innri-Strandartindur
Innri-Strandartindur är en bergstopp i republiken Island. Den ligger i regionen Austurland, 400 km öster om huvudstaden Reykjavík. Toppen på Innri-Strandartindur är 1 015 meter över havet.
Runt Innri-Strandartindur är det mycket glesbefolkat, med 3 invånare per kvadratkilometer. Närmaste större samhälle är Neskaupstaður, omkring 16 kilometer sydost om Innri-Strandartindur. Trakten runt Innri-Strandartindur består i huvudsak av gräsmarker.